# Sergio Guerrero (compositor)
Sergio Guerrero Calderón (Ciudad de México, 9 de diciembre de 1921-26 de enero de 2008) fue un compositor de música cinematográfica mexicano.

## Filmografía
- Amor vendido (1951)
- Arrabalera (1951)
- Una gallega baila mambo (1951)
- Baile mi rey (1951)
- A.T.M. A toda máquina! (1951)
- ¿Qué te ha dado esa mujer? (1951)
- El tigre enmascarado (1951)
- Pasionaria (1952)
- Magdalena (1955)
- La nave de los monstruos (1960)
- Suicídate, mi amor (1961)
- Tlayucan (1962)
- Especialista en chamacas (1965)
- El gángster (1965)
- La Venus maldita (1967)
- Su Excelencia (1967)
- María Isabel (1968)
- Por mis pistolas (1968)
- El día de la boda (1968)
- Cuando los hijos se van (1969)
- La princesa hippie (1969)
- Santo en el tesoro de Drácula (1969)
- Las golfas (1969)
- Un Quijote sin mancha (1969)
- Como perros y gatos (1969)
- El profe (1971)
- El médico módico (1971)
- Yesenia (1971)
- Chabelo y Pepito contra los monstruos (1973)
- Uno y medio contra el mundo (1973)
- Chabelo y Pepito detectives (1974)
- Raíces de sangre (1978)